# Grzebień różyczkowy

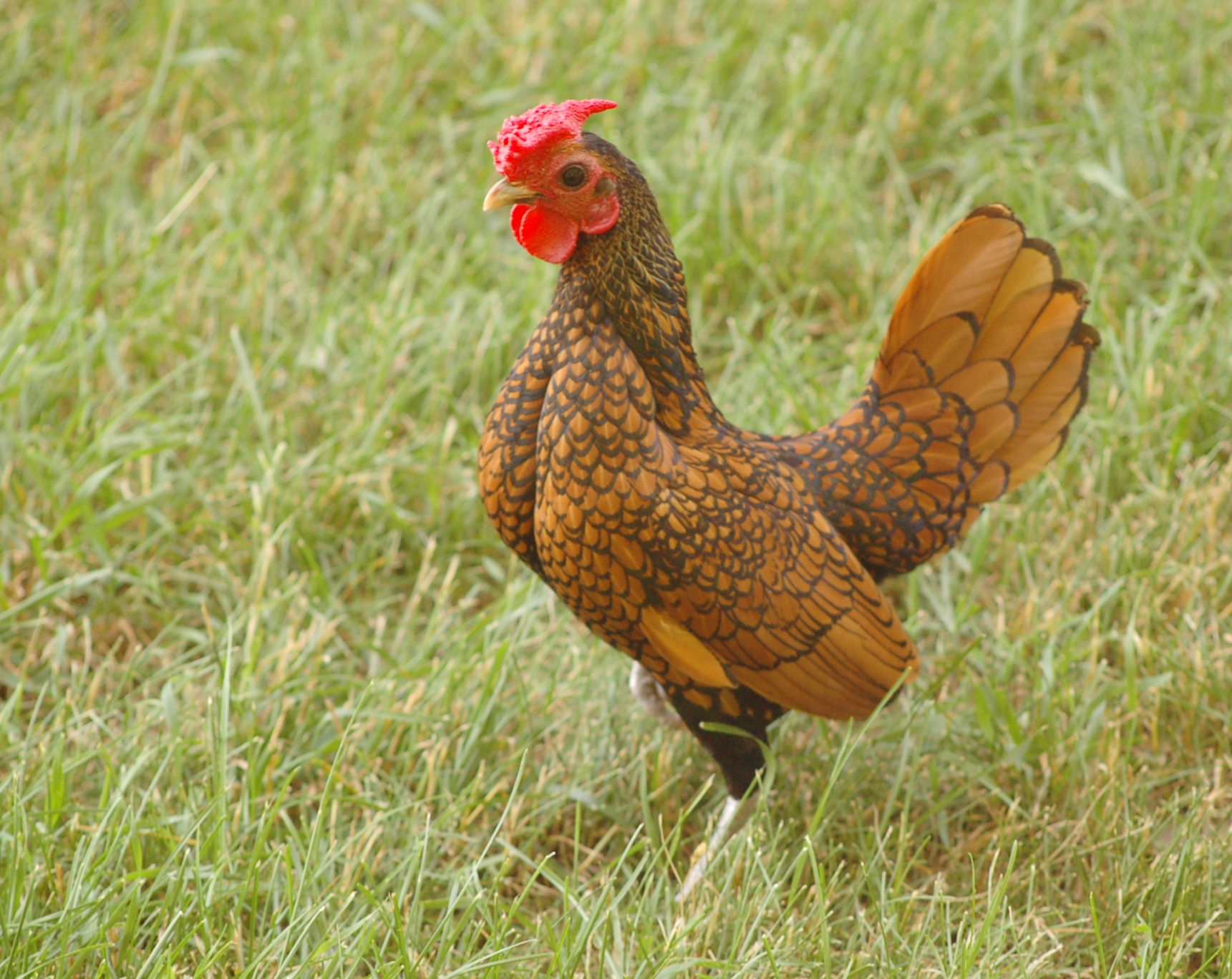
Sebrytka

Grzebień różyczkowy – rodzaj grzebienia u kur rasowych.

## Opis
Grzebień różyczkowy u większości ras kur pod koniec zwęża się w kolec (z kilkoma wyjątkami np. brodaczem atwerpskim). Taki rodzaj grzebienia przypomina kwiat róży, tylko bardziej wydłużony. Grzebień różyczkowy, na przykład u sebrytek, mają tylko dojrzałe koguty. Młode mają zwykle mały grzebień pojedynczy.

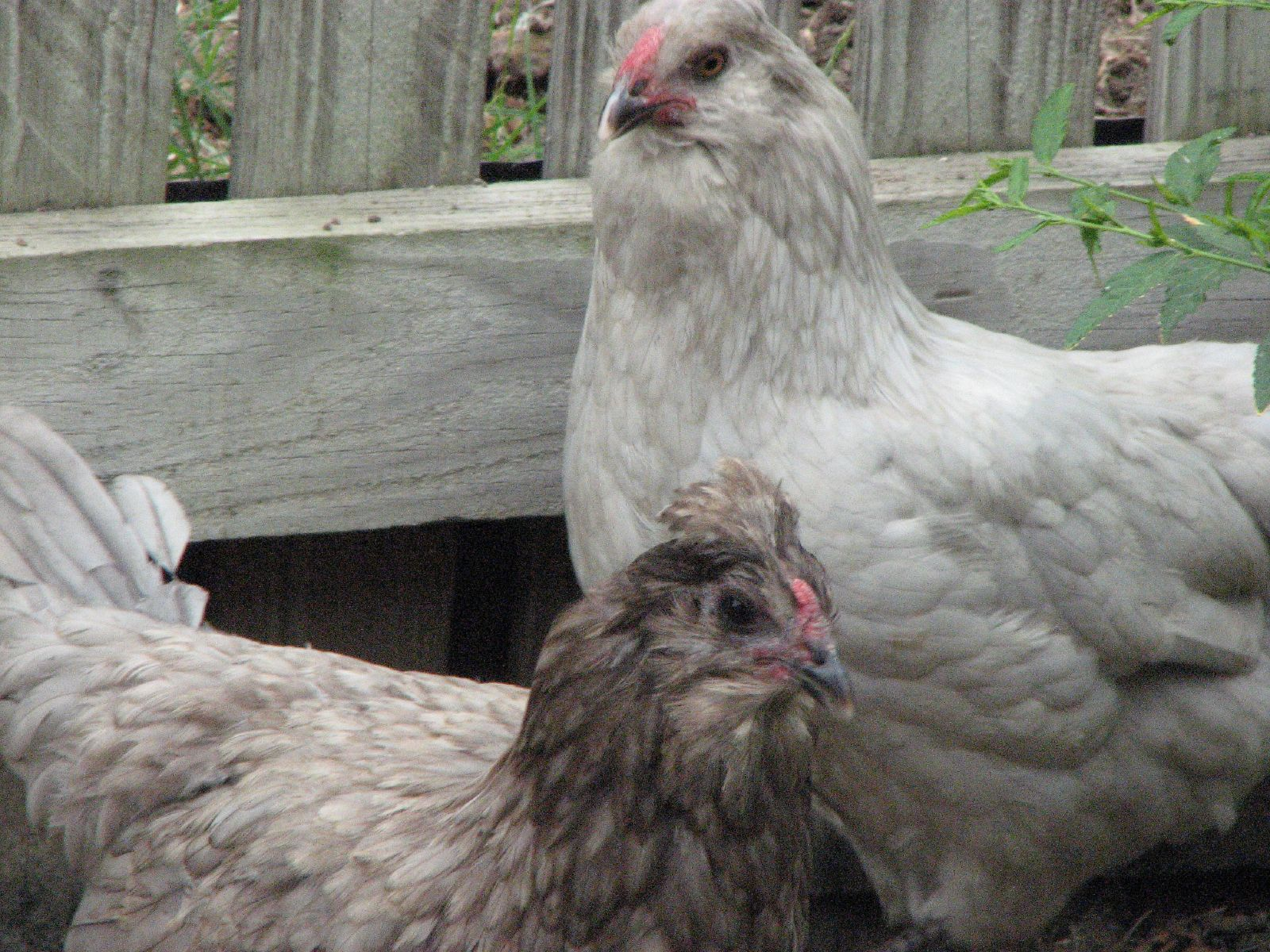
Brodacze antwerpskie

## Rasy mające grzebień różyczkowy
Rasy kur mające grzebień różyczkowy należą głównie do karłów właściwych i kur czubatych, ale też do kur długoogoniastych, ogólnoużytkowych oraz karłów niewłaściwych. Grzebień różyczkowy jest bardzo podobny do groszkowego (występującego głównie u bojowców), co powoduje, że początkujący hodowcy do kur z grzebieniem różyczkowym zaliczają również kury bojowe.

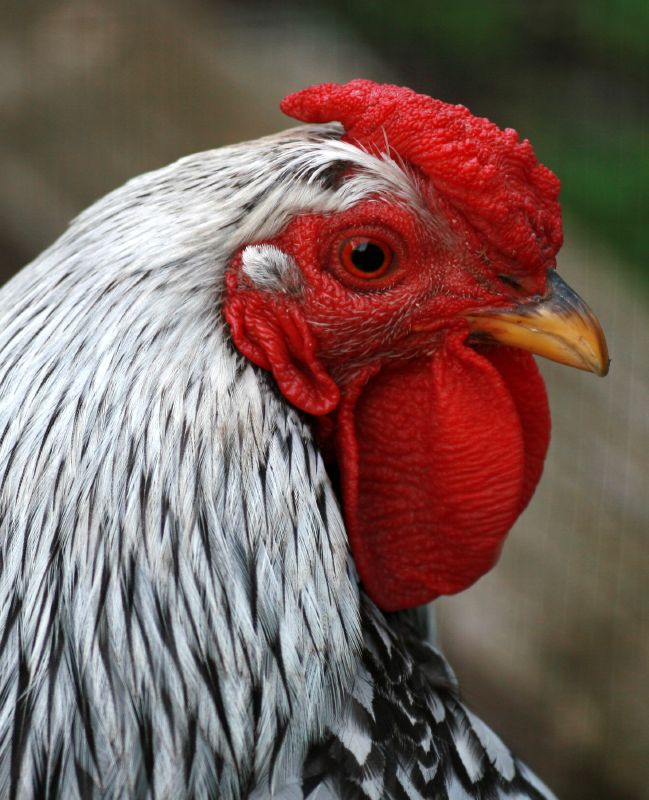
Wyandotte, głowa koguta

### Rasy kur z grzebieniem różyczkowym
- Appenzzelerska (kura czubata)
- Bantamka (karzeł niewłaściwy)
- Brabant (kura czubata)
- Brodacz antwerpski (karzeł właściwy)
- Brodacz watermalski (karzeł właściwy)
- Hamburska (długoogoniasta)
- Polverara (kura czubata)
- Sebrytka (karzeł właściwy)
- Wyandotte (ogólnoużytkowa)
- Yokohama